# Énkép
A személy énképe önmagáról kialakított állandósult mentális kép, ami olyan dolgokat foglal magába, amelyek a külső szemlélő számára hozzáférhetőek; eszköz, amellyel a személy kísérletet tesz önmaga objektív szemlélésére.
A pozitív énkép kialakítása rendszerint nagy kihívást jelent a személy számára, különösen mivel a közösségek gyakran pontatlan vagy túlzó elvárásokat támasztanak az emberekkel szemben. A következmények súlyosak is lehetnek a személy számára (önutálat). Valójában a kép, amelyet másoknak önmagukról adunk, közvetlenül befolyásolja a cselekedeteiket; ahogy a mondás tartja, „Nevezz egy embert tolvajnak, és lopni fog.”
Az énképpel kapcsolatos kérdések („Kövér vagyok? Elég jó ember vagyok? Milyennek látnak engem?”) rendszerint a tizenéves korral hozhatók kapcsolatba; valójában kora gyermekkorral megszületnek, és sok embert egész életében nem hagynak nyugodni.
Fontos megjegyeznünk, hogy a személyről szóló információk egy része sosem közvetlenül hozzáférhető mások számára, és ez a bizonyos információ egy pontos és jól működő énkép része lehet. Például csak a személy tudhatja biztosan, hogy a tetteit jó vagy rossz szándékkal követte-e el. A sok történetben előforduló tanulsággal élve: mindig neked kell emlékezned, hogy kicsoda vagy valójában.